# Линдер, Исаак Максович
Исаак Максович Линдер (20 ноября 1920, Вена, Австрия — 31 октября 2015, Москва, Россия) — советский и российский шахматный историк и литератор, кандидат исторических наук (1973).

## Биография
Автор свыше 400 работ по вопросам отечественной и зарубежной шахматной культуры: истории, археологии, этнографии, эстетики; творчества известных русских и иностранных мастеров XIX — начала XX веков; международных шахматных связей.
С 1925 года в СССР. Окончил исторический факультет МГУ (1942), шахматную аспирантуру ЦНИИ физической культуры (1956). Кандидат исторических наук (1973), диссертация: «Шахматы на Руси в X—XVII вв. (В свете новых археологических открытий)».
Шахматный обозреватель журнала «Знание — сила», «Наука и жизнь» (1950—1962), журнала АПН «Спутник» (с 1978).
В книге «Шахматы на Руси» (1975) дал новую трактовку вопросам происхождения шахмат. Исследовал значение творчества первых русских шахматных мастеров.
Снимался в фильме о Капабланке, где играл роль австрийского шахматиста Рудольфа Шпильмана.
Писал в соавторстве с сыном В. И. Линдером.
Умер в 2015 году. Похоронен на Востряковском кладбище.

## Книги
- Александр Дмитриевич Петров — первый русский шахматный мастер. [Москва] : Физкультура и спорт, 1952. 128 с.
  - А. Д. Петров — первый русский шахматный мастер. 2-е доп. изд. Москва : Физкультура и спорт, 1955. 247 с.
- Художник шахмат И. С. Шумов. Москва : Физкультура и спорт, 1959. 222 с.
- Л. Толстой и шахматы. Москва : Физкультура и спорт, 1960. 94 с.
- Ваша любимая игра? Шахматы! Москва : Знание, 1962. 95 с.
- Шахматы на Руси. Москва : Наука, 1964. 163 с.
  - Шахматы на Руси. 2-е изд., доп. и перераб. Москва : Наука, 1975. 207 с, 1 л. ил. (Из истории мировой культуры)
- У истоков шахматной культуры. Москва : Знание, 1967. 351 с, 1 л. портр.
- Первые русские мастера. Москва : Физкультура и спорт, 1979. 255 с (Выдающиеся шахматисты мира).
- Эстетика шахмат. Москва : Советская Россия, 1981. 240 с (Шахматное искусство).
- Капабланка в России. Москва : Советская Россия, 1988. 268, [2] с. (Шахматное искусство). ISBN 5-268-00390-9. (В соавт. с В. И. Линдером)
- «Сделать наилучший ход…» : Шахматы в жизни В. И. Ленина. Москва : Московский рабочий, 1988. 175, [2] с. ISBN 5-239-00050-6.
- Алехин. Москва : Ред.-изд. фирма «Academia», 1992. 311, [1] с. ISBN 5-87444-013-5. (В соавт. с В. И. Линдером)
- Две жизни гроссмейстера Алаторцева. М., 1994 (В соавт. с В. И. Линдером);
- Мир шахматных фигур. Москва : Изд-во АО «Х. Г. С.», 1994. 288 с. ISBN 5-7588-0385-5.
- «Благодарю, душа моя…». Пушкин, любовь и шахматы. Москва : Антидор, 1999. 295, [1] с. ISBN 5-900833-16-X.
- Короли шахматного мира : Жизнь и игра сквозь призму энциклопедии. Москва : Большая российская энциклопедия : Терра-спорт, 2001. 971, [3] с. ISBN 5-85270-233-1. (В соавт. с В. И. Линдером)
- Популярная энциклопедия шахмат. М., 2001 (В соавт. с В. И. Линдером)
- Я познаю мир. Шахматы : Детская энциклопедия. Москва : Астрель : АСТ, 2002. 381, [1] с. ISBN 5-271-04647-8.
- Шахматная энциклопедия. Москва : Астрель : АСТ, 2003. 320 с ISBN 5-17-006939-1. ISBN 5-271-06492-1. (В соавт. с В. И. Линдером)
- 1000 самых красивых шахматных партий, или Ода эстетике шахмат. Москва : Астрель : АСТ, 2004. 798, [1] с. ISBN 5-17-023349-3 (АСТ). ISBN 5-271-09105-8.
- Хосе Рауль Капабланка: жизнь и игра. Москва : Астрель : АСТ, 2005. 286, [1] с. (Энциклопедия шахматного Олимпа). ISBN 5-17-028703-8 (АСТ). ISBN 5-271-11102-4 (Астрель). (В соавт. с В. И. Линдером)
- Эмануил Ласкер : философ на троне. Москва : РИПОЛ-Классик, 2005. 302, [1] с. (Великие шахматисты мира). ISBN 5-7905-3517-8. (В соавт. с В. И. Линдером)
- Вильгельм Стейниц: жизнь и игра. Москва : АСТ [и др.], 2005. 255, [1] с. (Энциклопедия шахматного Олимпа). ISBN 5-17-025663-9 (АСТ). ISBN 5-271-11100-8 (Астрель). ISBN 5-9660-1456-6 (Люкс). (В соавт. с В. И. Линдером)
- Эмануил Ласкер: жизнь и игра. Москва : Астрель [и др.], 2005. 350, [1] с. (Энциклопедия шахматного Олимпа). ISBN 5-17-025664-7 (АСТ). ISBN 5-271-11101-6 (Астрель). ISBN 5-9660-1457-4 (Люкс). (В соавт. с В. И. Линдером)
- Анатолий Карпов: жизнь и игра. Москва : Астрель [и др.], 2006. 447, [1] с. (Энциклопедия шахматного Олимпа). ISBN 5-271-12889-X (Астрель). ISBN 5-17-028736-4 (АСТ). ISBN 5-9578-2144-6 (Транзиткнига). (В соавт. с В. И. Линдером)
- Макс Эйве: жизнь и игра. Москва : Астрель : АСТ, 2006. 255, [1] с. (Энциклопедия шахматного Олимпа). ISBN 5-17-037342-2 (АСТ). ISBN 5-271-14025-3 (Астрель). (В соавт. с В. И. Линдером)
- Александр Алехин: жизнь игра. Москва : Астрель [и др.], 2007. 343, [1] с. (Энциклопедия шахматного Олимпа). ISBN 5-17-039879-4 (АСТ). ISBN 5-271-14991-9 (Астрель). ISBN 5-9762-2352-4 (Хранитель). (В соавт. с В. И. Линдером)
- Михаил Ботвинник: жизнь и игра. Москва : Астрель [и др.], 2007. 344 с (Энциклопедия шахматного Олимпа). ISBN 5-17-039878-6 (АСТ). ISBN 5-271-14993-5 (Астрель). ISBN 5-9762-2353-2 (Хранитель). (В соавт. с В. И. Линдером)
- Василий Смыслов: жизнь и игра. Москва : АСТ [и др.], 2007. 311, [1] с. (Энциклопедия шахматного Олимпа). ISBN 5-17-039880-8. ISBN 5-271-14992-7. (В соавт. с В. И. Линдером)
- Шахматная Одиссея Александра Петрова. М., 2015 (в соавт. с В. И. Линдером);
- Тигран Петросян: Жизнь и игра. — М., 2017 (в соавт. с В. И. Линдером).